# Mesosa kirishimana
Mesosa kirishimana là một loài bọ cánh cứng trong họ Cerambycidae.